# Justicia sciera
Justicia sciera är en akantusväxtart som beskrevs av Emery Clarence Leonard. Justicia sciera ingår i släktet Justicia och familjen akantusväxter. Inga underarter finns listade i Catalogue of Life.